# Caridina multidentata
Caridina multidentata Stimpson, 1860 è una specie di gambero d'acqua dolce appartenente alla famiglia degli Atyidae. Conosciuta precedentemente come Caridina japonica, uno studio del 2006 ne ha cambiato il nome in quello attuale.

## Habitat e distribuzione
Reperibile nelle principali isole Giapponesi: isole Ogasawara e isole Ryukyu; Taiwan, Figi e Madagascar.

## La muta
La muta è un periodo durante il quale il gambero cambia la pelle.
Durante questo periodo la caridina cerca rifugio in un luogo inaccessibile ai pesci e, talvolta anche ai suoi simili; poi procede con il resto.
Quando l'animale finirà il processo si vedrà la muta muoversi a ogni minimo spostamento d'acqua

## Acquariofilia
Questo gamberetto ha attirato qualche anno fa la curiosità dell'acquariofilo Takashi Amano che ne ha cominciato l'allevamento, pubblicando poi le sue osservazioni. Nel giro di pochi anni la curiosità e la passione degli acquariofili ne hanno decretato il successo a livello mondiale. Oggi le Caridina sono disponibili ovunque.
La caridina multidentata ha dimensioni superiori alle altre caridine (fino a 5 cm) e denota un carattere spesso aggressivo verso queste ultime, fino a episodi di cannibalismo.
La caridina japonica è molto robusta ma deve essere allevata preferibilmente in acque medio-dure. Allo stesso modo si adatta a temperature diverse, ma un range ideale per questa caridina va dai 20 °C ai 25 °C. 
L'allevamento è quindi indicato anche ad acquariofili poco esperti, mentre la riproduzione (a differenza delle neocaridine) è molto complessa poiché prevede lo sviluppo delle larve in vari stadi, che prevedono anche acqua salmastra, e per questo motivo solo acquariofili molto esperti possono vantare di aver portato a termine il completo sviluppo delle larve.